# Steve Russell
Steve Russell, född 1937, är en amerikansk programmerare, främst känd som upphovsman till datorspelet Spacewar!, som han var med att skapa som MIT-student på en DEC PDP-1-dator under ca 200 timmar utspridda över en halvårsperiod år kring år 1961-1962.